# Wygrać z losem
Wygrać z losem (oryg. Passion Fish, 1992) – amerykański dramat filmowy w reżyserii Johna Saylesa. Film otrzymał po dwie nominacje do Oscara i Złotego Globu.

## Opis fabuły
May-Alice Culhane (Mary McDonnell) jest nowojorską gwiazdą opery mydlanej do czasu, gdy w wyniku wypadku samochodowego zostaje skazana na wózek inwalidzki. Nie mogąc pogodzić się z zaistniałą sytuacją, May-Alice nadużywa alkoholu i izoluje się od społeczeństwa. Gorycz i złość odreagowuje na pielęgniarkach, które się nią opiekują, dlatego też żadna nie wytrzymuje przy niej zbyt długo i odchodzi. Do czasu, gdy pielęgniarką May-Alice zostaje Chantelle (Alfre Woodard).

## Obsada
- Mary McDonnell jako May-Alice Culhane
- Alfre Woodard jako Chantelle
- Lenore Banks jako Siostra Quick
- Vondie Curtis-Hall jako Sugar LeDoux
- William Mahoney jako Max
- David Strathairn jako Rennie
- Leo Burmester jako Reeves
- Nelle Stokes jako Terapeuta #1
- Brett Ardoin jako Terapeuta #2
- Nora Dunn jako Ti-Marie
- Michael Mantell jako Doktor Kline
- Mary Portser jako Precious
- Angela Bassett jako Dawn/Rhonda

i inni